# Начоле (подокруг)
Начоле (бенг. নাচোল, англ. Nachole) — подокруг на северо-западе Бангладеш. Входит в состав округа Навабгандж. Образован в 1918 году. Административный центр — город Начоле. Площадь подокруга — 283,68 км². По данным переписи 1991 года численность населения подокруга составляла 97 119 человек. Плотность населения равнялась 342 чел. на 1 км². Уровень грамотности населения составлял 24,6 %. Религиозный состав: мусульмане — 84,94 %, индуисты — 11,65 %, прочие — 3,41 %.